# Enchanted (film)
Enchanted is een Amerikaanse sprookjesfilm van Disney, onder regie van Kevin Lima, die eind 2007 in de bioscoop te zien was. De film bevat zowel liveaction als scènes met animatie.
Enchanted is de eerste Disneyfilm die is gedistribueerd door Walt Disney Studios Motion Pictures in plaats van Buena Vista. Het is ook een van de eerste films van Disney die opent met het (toen net) vernieuwde Disneylogo. De film is in Nederland en België behalve in de originele Engelstalige versie ook in een nagesynchroniseerde versie uitgebracht. De film was een groot succes en markeerde een terugkeer van bioscoopfilms over Disneysprookjes.

## Verhaal
De film begint met een getekend gedeelte, dat zich afspeelt in de sprookjeswereld Andalasia. In deze wereld kunnen dieren met mensen praten en hen met vele klusjes helpen. Muziek staat centraal. In Andalasia leeft prinses Giselle. Zij staat op het punt te trouwen met prins Edward. Edwards stiefmoeder, koningin Narissa, wil dit huwelijk koste wat het kost voorkomen om haar eigen machtspositie veilig te stellen. Ze verbant Giselle via een magische poort naar "een plek waar geen 'nog lang en gelukkig' bestaat".
Deze plek is het hedendaagse Manhattan in New York. In deze harde, nieuwe omgeving waar men niet meer gelooft in sprookjes en magie, wordt Giselle verliefd op de charmante scheidingsadvocaat Robert - ook al is ze al verloofd met haar sprookjesprins Edward. Robert is erg cynisch en aanvankelijk niet bereid Giselle te helpen. Hij staat met tegenzin toe dat ze bij hem komt wonen. Zijn dochter Morgan staat meer voor haar open. Tot Roberts verbazing laat Giselle dieren uit de stad, waaronder ratten, helpen zijn appartement schoon te maken.
Giselles aanwezigheid zet Roberts relatie met zijn eigen verloofde, Nancy, onder druk. Giselle helpt de twee echter dichter tot elkaar te komen. Ondertussen, in Andalasia, ontdekt Edward wat er gebeurd is met Giselle, en hij reist ook af naar New York. Narissa en haar handlanger Nathaniel volgen eveneens. Narissa geeft Nathaniel de opdracht om Giselle te vergiftigen, maar twee pogingen daartoe mislukken. Bovendien begint hij aan zijn relatie met Narissa te twijfelen na het zien van een soapserie.
Giselle ontdekt dankzij Robert dat de echte wereld een stuk complexer is dan haar thuiswereld, terwijl Robert juist onder de indruk raakt van Giselles idealen en optimisme. Edward vindt Giselle uiteindelijk in Roberts appartement. Voordat ze teruggaan naar Andalasia, wil Giselle eerst nog met Edward naar een bal dat die avond plaatsvindt. Op dit bal slaagt Narissa er eindelijk in Giselle te vergiftigen, maar Edward stopt haar voor ze er met de bewusteloze Giselle vandoor gaat.
Nathaniel, die nu spijt heeft, bekent Narissa's plan. De vergiftiging kan volgens hem nog voor middernacht ongedaan worden gemaakt. Robert laat Giselle uiteindelijk weer ontwaken met een liefdeskus. Narissa is razend, en verandert zichzelf in een draak. Ze neemt Robert als gijzelaar en lokt Giselle naar het dak van het Woolworth Building. Met de hulp van Pip valt Narissa van het gebouw en spat in magische rook uiteen zodra ze de straat raakt.
Na dit alles blijkt dat Giselles hart inmiddels toebehoort aan Robert. Ze blijft bij hem in New York en opent een eigen boetiek waar zowel mensen als dieren werken. Roberts verloofde Nancy krijgt juist een relatie met Edward, en vertrekt met hem naar Andalasia. Nathaniel blijft ook in New York en wordt een succesvol schrijver. Pip gaat echter terug naar Andalasia waar hij een succesvolle schrijver wordt.

## Rolverdeling
| Personage               | Acteur          | Vlaamse cast        | Nederlandse cast          |
| ----------------------- | --------------- | ------------------- | ------------------------- |
| Giselle                 | Amy Adams       | Ann Van den Broeck  | Chantal Janzen            |
| Robert Philip           | Patrick Dempsey | Roel Vanderstukken  | Sebastiaan Labrie         |
| Prins Edward            | James Marsden   | Frank Hoelen        | René van Kooten           |
| Pip in Andalasia (stem) | Jeff Bennett    | Frank Hoelen        | Huub Dikstaal             |
| Pip in New York (stem)  | Kevin Lima      | Frank Hoelen        | Kevin Lima                |
| Nancy Tremaine          | Idina Menzel    | Katrien De Becker   | Marieke de Kruijf         |
| Koningin Narissa        | Susan Sarandon  | Peggy De Landtsheer | Doris Baaten              |
| Nathaniel               | Timothy Spall   | David Davidse       | Jan Elbertse              |
| Morgan Philip           | Rachel Covey    | Hannah de Graef     | Veerle Burmeister         |
| Vertelster              | Julie Andrews   | Lea Couzin          | Ingeborg Uyt den Boogaard |

Vertaald door

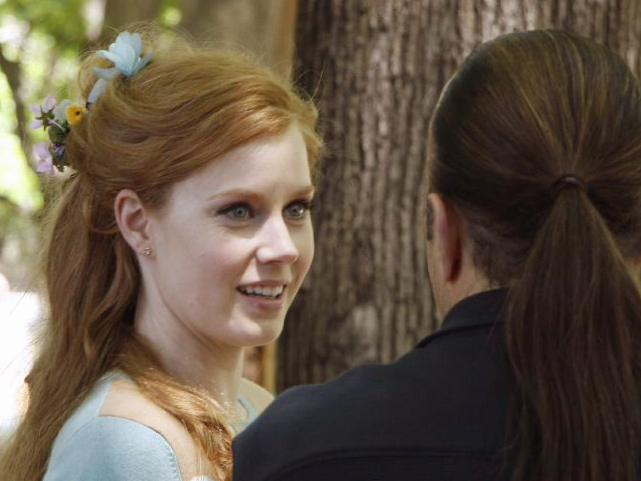
Amy Adams als Giselle

- Vlaamse nasynchronisatie: Anne Mie Gils en Eva De Roovere (zang)
- Nederlandse nasynchronisatie: Hanneke van Bogget

## Achtergrond

### Ontwikkeling
Het script voor Enchanted werd geschreven door Bill Kelly. Het werd van hem gekocht door Disneys Touchstone Pictures en Sonnenfeld/Josephson Productions voor een bedrag van $450.000. Het originele script werd echter als ongeschikt voor Disney gezien. Daarom werd het script meerdere malen herschreven, tot ongenoegen van Kelly.
De film stond aanvankelijk gepland voor 2002, met Rob Marshall als de regisseur. Hij trok zich echter terug vanwege problemen met de producers. In 2001 werd regisseur Jon Turteltaub op de film gezet, maar ook hij vertrok vroegtijdig. In 2003 werd Adam Shankman de regisseur. Datzelfde jaar werden Bob Schooley en Mark McCorkle ingehuurd door Disney om het script nog een laatste keer te herschrijven.

Op 25 mei 2005 maakte Variety bekend dat Kevin Lima was ingehuurd als regisseur. Lima wilde in de film veel verwijzingen naar eerder werk van Disney verwerken. Hij maakte een visueel draaiboek voor de film, dat een gehele verdieping van het productiegebouw in beslag nam. Tevens ontwierp hij de wereld Andalasia.

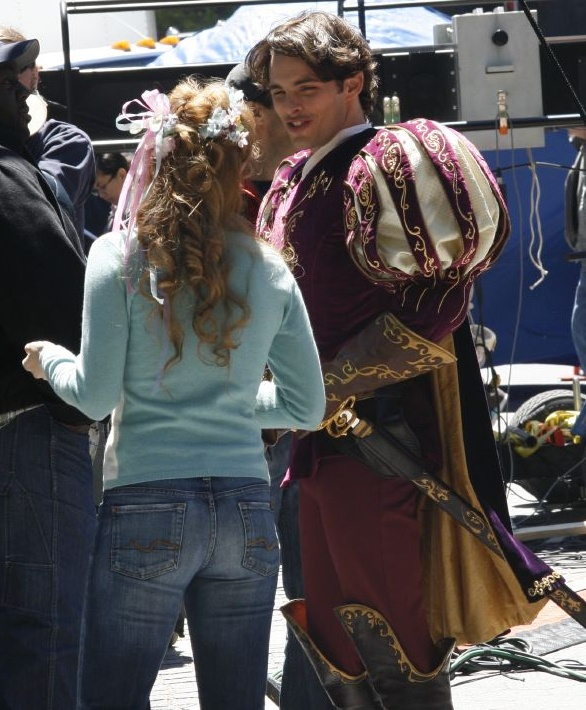
Amy Adams en James Marsden tijdens de opnames

### Animatie
Enchanted is de eerste lange Disneyfilm met een combinatie animatie en liveaction sinds Who Framed Roger Rabbit uit 1988. De animatiestukken en de liveaction stukken zijn echter duidelijk van elkaar gescheiden. Het komt maar een paar keer voor dat een getekend personage in een liveactionscène speelt of andersom. Regisseur Kevin Lima nam zowel de animatie als de liveactionstukken voor zijn rekening. In totaal duurden de opnames van de film twee jaar, waarvan een jaar voor de animatie.
Van de 107 minuten die de film duurt, bestaan er 13 geheel uit animatiefilm. Deze 13 minuten zijn weer opgesplitst in 10 aan het begin van de film en drie op het eind. Lima wilde de oude Disneysfeer oproepen door de animatiescènes geheel met ouderwetse handgetekende celanimatie te laten doen. Omdat de meeste Disneytekenaars die deze techniek nog kenden de studio al hadden verlaten sinds de grote opkomst van computeranimatie in de jaren 90, werd het tekenwerk grotendeels gedaan door een onafhankelijk bedrijf in Pasadena genaamd James Baxter Animation. Baxter had al vaker voor Disney gewerkt, waaronder aan de films Who Framed Roger Rabbit en De Klokkenluider van de Notre Dame).
Om continuïteit tussen de animatiescènes en de liveactionscènes te behouden, liet Lima de kostuums voor de film al in een vroeg stadium ontwerpen zodat de tekenaars deze als voorbeeld konden gebruiken. Ook werden al vroeg wat scènes met Giselle, Narissa en Edward opgenomen zodat de tekenaars deze konden bestuderen voor de getekende versies van deze personages.

### Opnames
De opnames van de liveactionscènes begonnen in april 2006. Alle opnames vonden plaats in New York. Dit leverde soms problemen op daar werkzaamheden gewoon doorgingen, waardoor een omgeving opeens duidelijk zichtbaar kon veranderen. Naast de buitenopnames werden er ook opnames gemaakt in de Steiner Studios. Hier werden drie grote sets gebouwd.

### Effecten
Het grootste deel van de visuele effecten in de film werd verzorgd door Tippett Studio in Berkeley, Californië. Zij verzorgden onder andere de effecten voor de omgevingen en enkele met de computer getekende personages zoals de dieren tijdens de "Happy Working Song"-scène en Narissa’s draakvorm. Ander bedrijven die meewerkten aan de effecten waren CIS Hollywood en Weta Digital. Van alle dieren in de film zijn alleen de duiven echt.
Het personage Pip, een eekhoorn die in de wereld van Andalasia nog kan praten maar in de echte wereld enkel zijn gezichtsuitdrukkingen kan gebruiken om iets duidelijk te maken, bleek een lastig personage om te tekenen. De tekenaars moesten hem eruit laten zien als een echte eekhoorn, maar hem tegelijk overduidelijke emoties en uitdrukkingen meegeven. Voor de draakvorm van Narissa kregen de tekenaars meer vrijheid.

## Muziek
De filmmuziek werd geschreven door songwriter en componist Alan Menken, die voorheen ook aan andere Disneyfilms meewerkte. Componist Stephen Schwartz schreef de teksten voor zes liedjes in de film. De twee werkten eerder samen aan Pocahontas en The Hunchback of Notre Dame.
De nummers in de film waren in veel opzichten bedoeld als eerbetoon aan oudere Disneyfilms. 
Het eerste lied in de film, "True Love's Kiss", werd geschreven aan de hand van "I'm Wishing" uit Snow White And The Seven Dwarfs" en "A Dream is a Wish Your Heart Makes" uit Cinderella. 
"Happy Working Song" lijkt op "Whistle While you Work" uit Snow White And The Seven Dwarfs.
"That's How You Know" was geïnspireerd door "Under The Sea" Uit The Little Mermaid en "Be Our Guest" uit Beauty And The Beast.
Er zijn ook enkele melodieën te horen in de achtergrondmuziek van Enchanted die afkomstig zijn uit andere Disneyfilms. Zo is "Part Of Your World" uit The Little Mermaid te horen wanneer Giselle in de receptieruimte van Roberts advocatenkantoor zit te wachten en is de melodie van het lied "Beauty And The Beast" uit de gelijknamige film te horen wanneer Prins Edward tv zit te kijken.
3 Liedjes werden genomineerd voor een Oscar in de categorie "Beste lied": "Happy Working song", "That's How You Know" en "So Close".

### Tracklist
| Nr.                  | Titel                    | Artiest                      | Duur  |
| -------------------- | ------------------------ | ---------------------------- | ----- |
| 1.                   | "True Love's Kiss"       | Amy Adams en James Marsden   | 3:13  |
| 2.                   | "Happy Working Song"     | Amy Adams                    | 2:11  |
| 3.                   | "That's How You Now"     | Amy Adams en Marlon Saunders | 3:49  |
| 4.                   | "So Close"               | Jon McLaughlin               | 3:49  |
| 5.                   | "Ever After After"       | Carrie Underwood             | 3:31  |
| 6.                   | "Andalasia"              | Alan Menken                  | 1:47  |
| 7.                   | "Into the Well"          | Alan Menken                  | 4:42  |
| 8.                   | "Robert Says Goodbye"    | Alan Menken                  | 3:16  |
| 9.                   | "Nathaniel and Pip"      | Alan Menken                  | 4:03  |
| 10.                  | "Prince Edward's Search" | Alan Menken                  | 2:24  |
| 11.                  | "Girls Go Shopping"      | Alan Menken                  | 1:41  |
| 12.                  | "Narissa Arrives"        | Alan Menken                  | 1:34  |
| 13.                  | "Storybook Ending"       | Alan Menken                  | 10:44 |
| 14.                  | "Enchanted Suite"        | Alan Menken                  | 4:36  |
| 15.                  | "That's Amore"           | James Marsden                | 3:05  |
| Totale lengte: 54:27 |                          |                              |       |

### Niet gebruikt lied
Een lied dat wel opgenomen, gefilmd en gemonteerd was, werd uit de film gehaald. Het lied had als titel "Enchanted" en zou oorspronkelijk over de aftiteling van de film te horen zijn. Idina Menzel die de rol van Nancy in de film vertolkte zou het lied zingen wanneer zij in de tekenfilm-wereld, Andalasia terecht komt. In plaats van dat lied werd een ander lied "Ever After After", gezongen door Carie Underwood, als aftiteling-lied gebruikt.

## Ontvangst
De film werd zeer positief ontvangen door critici. Op Rotten Tomatoes scoorde Enchanted 93% aan goede beoordelingen en op Metacritic 75%. De film werd goed bezocht in bioscopen. De totale opbrengst wereldwijd kwam uit op 340.487.652 Amerikaanse dollar.

## Release en vervolg

### Release
Enchanted verscheen op 13 december 2007 in de Nederlandse bioscopen. 
Op 27 mei 2008 werd de film uitgebracht op dvd en blu-ray. 
Op 12 november 2021 werd de film toegevoegd aan de streamingdienst Disney+.

### Vervolg (Disenchanted)
In 2010 werd al gesproken over een vervolg maar het zou nog tien jaar duren voordat het project van de grond kwam. 
Eind 2020 kondigde Disney officieel aan dat er een vervolg zal verschijnen op de streamingdienst Disney+. 
Het tweede deel van Enchanted kreeg de naam Disenchanted, die te streamen is vanaf 18 november 2022.

## Prijzen en nominaties voor Enchanted
| Jaar | Prijs / Festival              | Categorie                                                   | Genomineerde(n)                                           | Uitslag     |
| ---- | ----------------------------- | ----------------------------------------------------------- | --------------------------------------------------------- | ----------- |
| 2007 | Satellite Awards              | Beste actrice in komische film                              | Amy Adams                                                 | Genomineerd |
| 2007 | Satellite Awards              | Beste visuele effecten                                      | Thomas Schelesny, Matt Jacobs en Tom Gibbons              | Genomineerd |
| 2007 | Phoenix Film Critics Society  | Beste familiefilm                                           |                                                           | Gewonnen    |
| 2007 | Detroit Film Critics Society  | Beste actrice                                               | Amy Adams                                                 | Genomineerd |
| 2007 | Utah Film Critics Association | Beste actrice                                               | Amy Adams                                                 | Genomineerd |
| 2007 | Golden Trailer Awards         | Beste animatie/familiefilm                                  |                                                           | Genomineerd |
| 2008 | Academy Awards                | Beste originele nummer                                      | "Happy Working Song" van Alan Menken en Stephen Schwartz  | Genomineerd |
| 2008 | Academy Awards                | Beste originele nummer                                      | "So Close" van Alan Menken en Stephen Schwartz            | Genomineerd |
| 2008 | Academy Awards                | Beste originele nummer                                      | "That's How You Now" van Alan Menken en Stephen Schwartz  | Genomineerd |
| 2008 | Golden Globe Awards           | Beste actrice in komische film                              | Amy Adams                                                 | Genomineerd |
| 2008 | Golden Globe Awards           | Beste originele nummer                                      | "That's How You Know" van Alan Menken en Stephen Schwartz | Genomineerd |
| 2008 | Critics' Choice Awards        | Beste actrice                                               | Amy Adams                                                 | Genomineerd |
| 2008 | Critics' Choice Awards        | Beste familiefilm                                           |                                                           | Gewonnen    |
| 2008 | Critics' Choice Awards        | Beste componist                                             | Alan Menken                                               | Genomineerd |
| 2008 | Critics' Choice Awards        | Beste nummer                                                | "That's How You Know" van Alan Menken en Stephen Schwartz | Genomineerd |
| 2008 | Saturn Awards                 | Beste fantasyfilm                                           |                                                           | Gewonnen    |
| 2008 | Saturn Awards                 | Beste actrice                                               | Amy Adams                                                 | Gewonnen    |
| 2008 | Saturn Awards                 | Beste muziek                                                | Alan Menken                                               | Gewonnen    |
| 2008 | MTV Movie Awards              | Beste vrouwelijke acteerprestatie                           | Amy Adams                                                 | Genomineerd |
| 2008 | MTV Movie Awards              | Beste komische vertolking                                   | Amy Adams                                                 | Genomineerd |
| 2008 | MTV Movie Awards              | Beste kusscène                                              | Amy Adams en Patrick Dempsey                              | Genomineerd |
| 2008 | Teen Choice Awards            | Beste chickflick                                            |                                                           | Genomineerd |
| 2008 | Teen Choice Awards            | Beste actrice in een komische film                          | Amy Adams                                                 | Genomineerd |
| 2008 | Teen Choice Awards            | Beste acteur in een komische film                           | James Marsden                                             | Genomineerd |
| 2008 | Teen Choice Awards            | Beste slechterik                                            | Susan Sarandon                                            | Genomineerd |
| 2008 | Ohio Film Critics Association | Beste actrice                                               | Amy Adams                                                 | Genomineerd |
| 2008 | Costume Designers Guild       | Uitmuntendheid in een fantasyfilm                           | Mona May                                                  | Genomineerd |
| 2008 | Visual Effects Society        | Animatiepersonage in een liveactionfilm                     | Thomas Schelesny, Matt Jacobs en Tom Gibbons              | Genomineerd |
| 2008 | Motion Picture Sound Editors  | Beste geluid in een musicalfilm                             | Kenneth Karman, Jermey Raub en Joanie Diener              | Genomineerd |
| 2009 | Grammy Awards                 | Beste geschreven nummer voor een film of televisieprogramma | "Ever After After" van Alan Menken en Stephen Schwartz    | Genomineerd |
| 2009 | Grammy Awards                 | Beste geschreven nummer voor een film of televisieprogramma | "That's How You Know" van Alan Menken en Stephen Schwartz | Genomineerd |